# Шишкін Яків Васильович
Я́ків Васи́льович Ши́шкін (23 грудня 1921, село Алексєєвка, тепер Балаковського району Саратовської області, Російська Федерація — 27 грудня 1979, місто Мінськ, Республіка Білорусь) — радянський військовий льотчик 1-го класу, капітан. Герой Радянського Союзу (27.06.1945). Депутат Верховної Ради УРСР 2-го скликання.

## Біографія
Народився в селянській родині 23 грудня 1921 року (в офіційних документах фігурував також 1920 рік народження, який приписав собі Шишкін при призові до армії). У 1936 році закінчив 7 класів середньої школи № 1 в місті Вольську Саратовської області.
У Червоній армії — з листопада 1938 року. У 1940 році закінчив Енгельську військову авіаційну школу льотчиків. Служив у 162-му резервному авіаційному полку. З липня 1941 року — льотчик-інструктор 6-го запасного авіаційного полку; займався підготовкою льотчиків-винищувачів для фронту. У 1943 році закінчив Липецькі курси удосконалення офіцерського складу ВПС.
Учасник німецько-радянської війни з 1943 року. У грудні 1943 — лютому 1944 — заступник командира авіаескадрильї 728-го винищувального авіаційного полку, в лютому 1944 — травні 1945 року — командир авіаційної ескадрильї 32-го винищувального авіаційного полку 256-ї винищувальної авіаційної дивізії 5-го винищувального авіаційного корпусу 2-ї повітряної армії. Воював на 1-му Українському фронті. Брав участь у боях на Правобережній Україні, в Польщі і Чехословаччині, в Берлінській операції. За час війни здійснив 244 бойових вильоти на винищувачах Як-9 і Як-3, у 36 повітряних боях особисто збив 19 літаків противника.
Член ВКП(б) з 1944 року.
За мужність і героїзм, проявлені в боях, Указом Президії Верховної Ради СРСР від 27 червня 1945 року капітану Шишкіну Якову Васильовичу присвоєно звання Героя Радянського Союзу з врученням ордена Леніна і медалі «Золота Зірка».
Після війни продовжував службу в стройових частинах Військово-повітряних сил СРСР у Вінницькій області УРСР. У 1948—1950 — командир винищувальної ескадрильї навчально-тренувального полку Вищої офіцерської школи бойової підготовки Дальньої авіації. У 1950—1957 — командир винищувального авіаційного полку Дальньої авіації, з 1957 року — заступник командира авіаційної дивізії у Прикарпатському військовому окрузі.
У 1959 році закінчив курси при Військово-повітряній академії у Моніно. Був заступником командира і командиром авіаційної дивізії в Групі радянських військ у Німеччині. У 1965—1966 — начальник командного пункту управління польотами 24-ї повітряної армії Групи радянських військ у Німеччині, з 1966 року — начальник командного пункту управління польотами 26-ї повітряної армії Білоруського військового округу.
З липня 1968 року — в запасі. Жив у Мінську, де й помер. Похований на Східному кладовищі в Мінську.

## Звання
- капітан
- полковник (1955)
- військовий льотчик 1-го класу (1950)

## Нагороди
- Герой Радянського Союзу (27.06.1945)
- орден Леніна (27.06.1945)
- два ордени Червоного Прапора (1944, 1945)
- орден Вітчизняної війни 1-го ступеня (1944)
- два ордени Червоної Зірки (1955, 1957)
- медалі